# Вампир пустыни
«Вампир пустыни» (англ. Vampire of the Desert, 1913) — американский художественный фильм Чарльза Гэскилла по мотивам поэмы «Вампир» Редьярда Киплинга. Фильм вышел на экраны 16 мая 1913 года.

## Сюжет
Измаил, сын Хагара, старый колдун, живущий на краю пустыни, подпадает под чары вампирши Лиспет. Затем Лиспет очаровывает богатого банкира Уильяма Кордея, скрывая их любовь от его жены. Поскольку Лиспет хочет выбраться из этого захолустья, Кордей отвозит свою семью в большой город и поселяет Лиспет с ними. Вскоре власть Лиспет над банкиром начинает ослабевать, и она принимается за его сына Дерека, околдовав его.

## В ролях
- Хелен Гарднер — Лиспет, Вампир пустыни
- Флора Финч — Хагар
- Херри Морри — Измаил, его сын
- Теффт Джонсон — Уильям Кордей
- Леа Бард — его жена
- Джеймс Моррисон — Дерек, их сын
- Норма Толмедж — Этель, его возлюбленная